# Blattspitzenantrieb
Der Blattspitzenantrieb ist eine Bauweise für Hubschrauber, bei der der Hauptrotor durch eine tangential an der Spitze jedes Rotorblatts angreifende Kraft angetrieben wird. Da die Antriebskraft nicht über eine Welle (Rotorschaft) übertragen wird, gibt es kein Reaktions-Drehmoment auf die Zelle, und ein Heckrotor oder zweiter Hauptrotor zum Drehmomentausgleich wird nicht benötigt. Ebenso kann auf ein aufwendiges Getriebe verzichtet und der Rotorkopf einfacher aufgebaut werden. Zur Steuerung um die Hochachse im Schwebeflug werden aber zusätzliche Steuereinrichtungen benötigt.

## Entwicklung

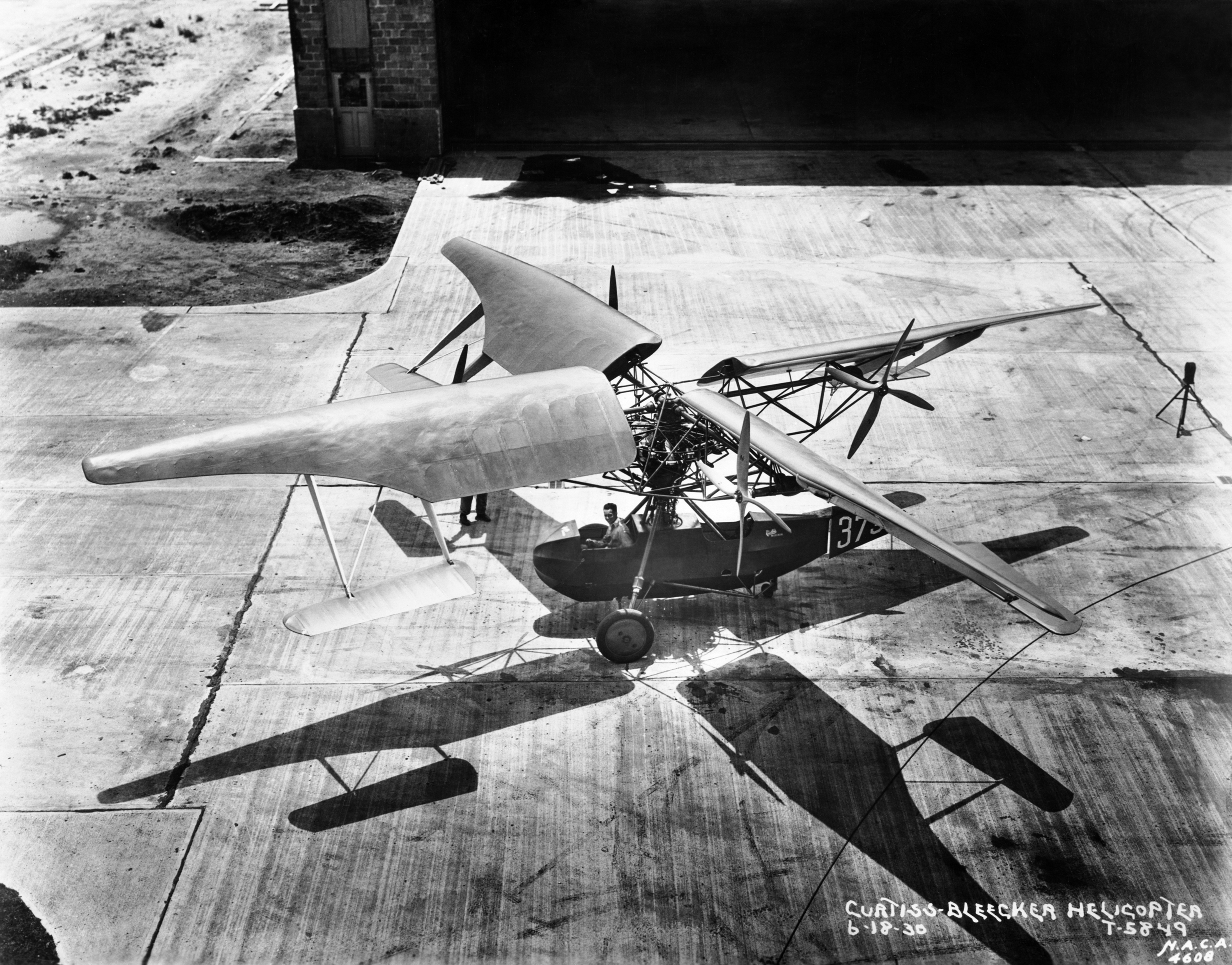
Curtiss-Bleecker von 1930, mit „Blattmittelantrieb“ durch Propeller

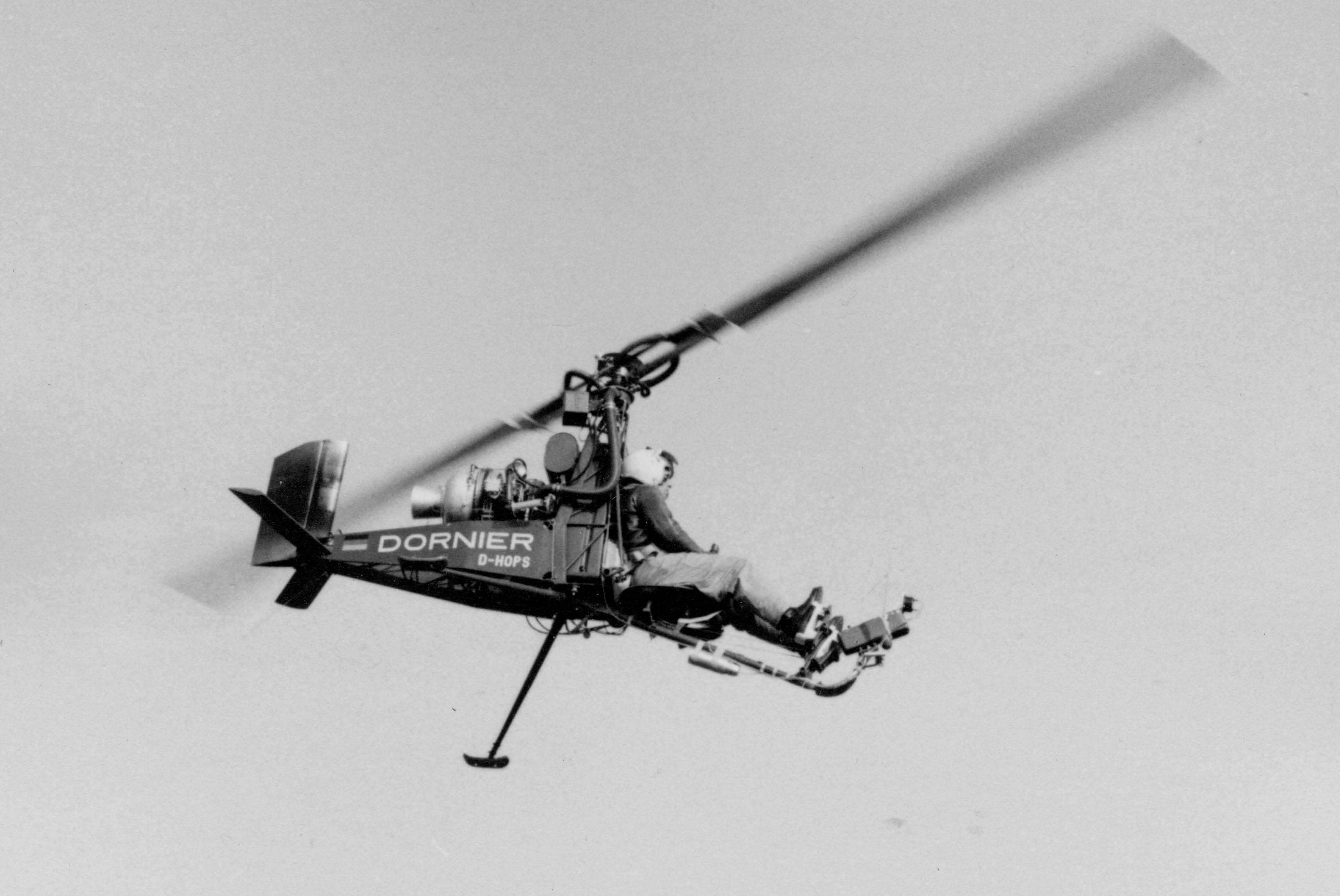
Versuchsmuster Dornier Do 32 mit kaltem Blattspitzenantrieb

Bereits 1842 erfolgte der erste erfolgreiche Test eines Blattspitzenantriebes. Der Erfinder des Feuerlöschers, W.H. Philipps betrieb ein 20 kg schweres unbemanntes Modell durch den Ausstoß eines Kraftstoff-Luftgemisches an den Rotorenden. Das Modell hob tatsächlich ab, war jedoch steuerlos und wurde beim Absturz zerstört.
Das grundlegende Prinzip wurde auch 1910 von Ludwig Wittgenstein zum Patent angemeldet.
1943 flog mit der Doblhoff WNF 342 der erste experimentelle Hubschrauber, der einen heißen Blattspitzenantrieb verwendete.
Um den Rotor an der Blattspitze anzutreiben, wurden mit der Zeit verschiedene Techniken erprobt:
Anfangs setzte man kleine Kolbenmotoren mit Propeller an die Blattspitzen. Die weitere Entwicklung bestand aus einem innenliegenden Motor, der mittels Verdichter komprimierte Luft erzeugte. Diese wurde durch eine hohle Rotorwelle und hohle Rotorblätter gepresst, strömte aus Düsen am Ende der Blätter und erzeugte mittels Rückstoß den Schub zur Drehung des Rotors – der sogenannte kalte Blattspitzenantrieb.
Luftfahrzeuge mit diesem Antrieb waren etwa die Dornier Do 32, Dornier Kiebitz und als neuere Entwicklung die Boeing X-50.
Um die Leistung zu steigern, wurde in anderen Modellen an der Düse Kraftstoff eingespritzt und entzündet – der heiße Blattspitzenantrieb. Dazu gehören auch Varianten mit Staustrahltriebwerken, wobei der Rotor zuerst mechanisch beschleunigt wurde, um die für diese Triebwerke notwendige Startgeschwindigkeit zu erreichen. Der Wirkungsgrad der Staustrahltriebwerke erwies sich jedoch wegen der geringen Geschwindigkeit als ungünstig. Ein nicht realisiertes Beispiel für dieses Konzept war der Focke-Wulf Triebflügel, bei dem es sich jedoch nicht um einen Hubschrauber handelte, sondern um ein heckstartendes Flugzeug.
Blattspitzenantriebe wurden auch bei compound autogyros eingesetzt, indem der Rotor nur zum Senkrechtstart angetrieben wurde. Beim Reiseflug bleibt er dann wie beim Autogiro ohne Antrieb in Drehung und erzeugt Auftrieb, ggf. auch zusammen mit Tragflächen, während der Vortrieb von einem gesonderten Triebwerk erzeugt wird. Diese Bauweise wurde bei der McDonnell XV-1 und dem Flugschrauber Fairey Rotodyne benutzt.
Alle Antriebstechniken zeigten jedoch eine hohe Geräuschentwicklung und hohen Kraftstoffverbrauch im Vergleich zu mechanisch angetriebenen Rotoren. Daher wurde bis heute kein Ansatz weiter verfolgt. Flugfähige Geräte gibt es nur als UAVs und im Modellsport.
Bislang ging nur ein manntragender Blattspitzen-Hubschrauber in Serie – der Sud-Ouest SO 1221 Djinn, der am 16. Dezember 1953 den Erstflug ausführte. Er verwendete einen Kompressor zum kalten Blattspitzenantrieb und erzielte noch 1953 den damaligen Höhenweltrekord für Hubschrauber mit 4.789 Metern.
Der VFW H-3 kam Ende der 1960er nicht über den Prototypen-Status hinaus.

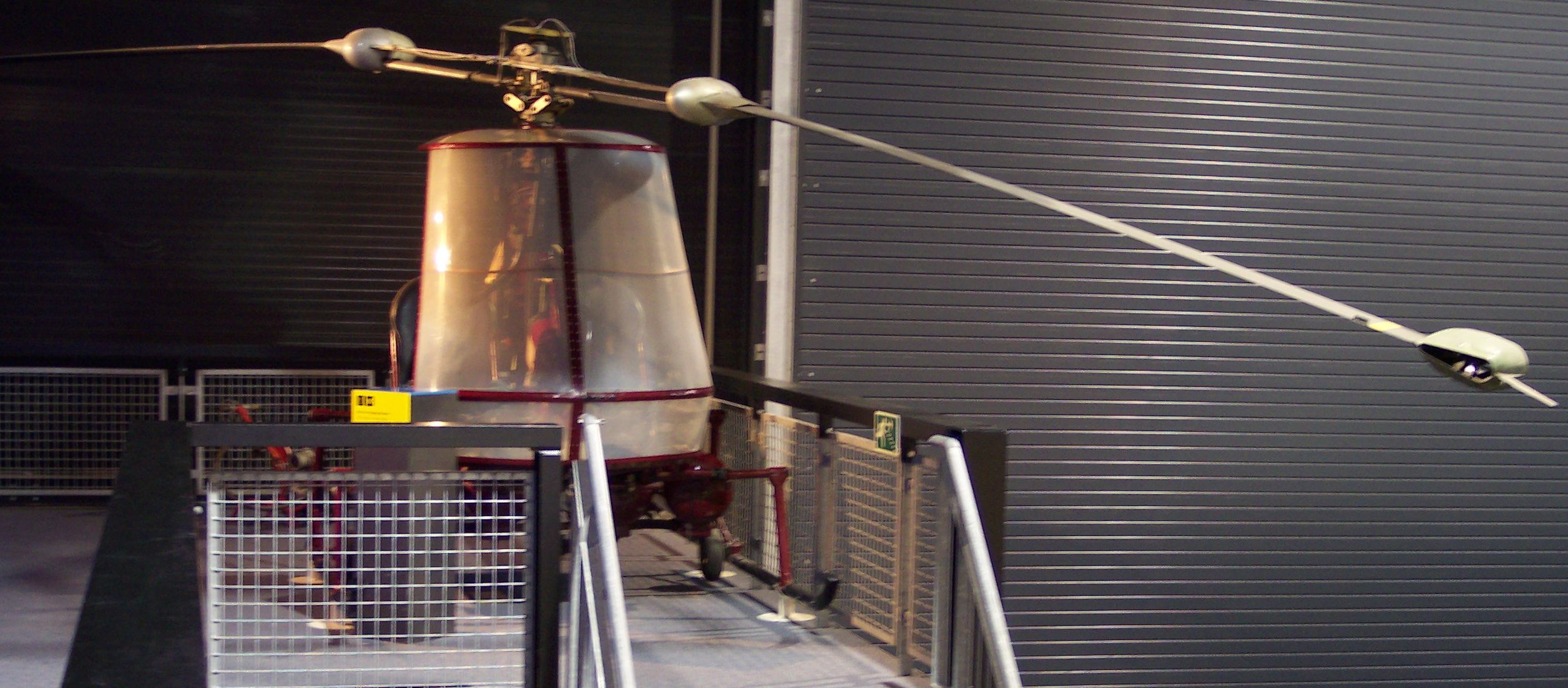
NED H 3 Helikopter mit heißem Blattspitzenantrieb